# Makomanai Open Stadium
Makomanai Open Stadium je multifunkční stadion v Sapporu. Pojme 17 324 diváků. Odehrávají se zde soutěže mnoha druhů sportů, kromě toho stadion slouží jako kulturní zařízení s možností pořádání koncertů. Byl hlavním centrem dění při Zimních olympijských hrách v roce 1972. Kromě zahajovacího a závěrečného ceremoniálu se zde soutěžilo v rychlobruslení. V letní době slouží pro tenis a futsal a v zimě pro rychlobruslení.